# تشاسلاویتسه
تشاسلاویتسه (به چکی: Čáslavice) یک منطقهٔ مسکونی در جمهوری چک است که در منطقه تربیچ واقع شده‌است. تشاسلاویتسه ۱۰٫۱۹ کیلومتر مربع مساحت و ۵۳۹ نفر جمعیت دارد و ۵۱۰ متر بالاتر از سطح دریا واقع شده‌است.